# Římskokatolická farnost – děkanství Sobotka
Římskokatolická farnost – děkanství Sobotka (lat. Sobotca) je církevní správní jednotka sdružující římské katolíky na území města Sobotka a v jeho okolí. Organizačně spadá do turnovského vikariátu, který je jedním z 10 vikariátů litoměřické diecéze.

## Historie farnosti
Jedná se o staré děkanství, jehož datum založení není známo, nicméně farnost existovala již ve 14. století. Za husitství farnost zanikla a byla obnovena až po třicetileté válce. Matriky jsou vedeny od roku 1659.

### Duchovní správcové vedoucí farnost
Začátek působnosti jmenovaného v duchovní správě farnosti od:
- Joachim, † 1358
- 1358 Joannes
- 1360 Gothardus z Přepeř
- 1364 Mathias
- 1373 Petrus z Brodce
- 1376 Joannes z Újezda
- 1383 Nicolaus z Lomnice
- 1392 Joannes z Nepříveče, † 1405
- 1405 Wenceslaus Libošovic
- 1407 Wenceslaus
- 1411 Martinus z Všeně
- Wenceslaus
- 1433 Martinus
- 1435 Duchek
- 1671 Georgius Gregorius Leo
- 1681 par. vacat, admin. Nicolaus Joannes Labík
- 1682 Adamus Ignatius Mladota ze Solopisk, † 1708
- 1690 Joannes Ignatius Summa
- 1708 par. vacat, admin. V. Dvorský
- 1709 Paulus Arinodo
- 1710 par. vacat, admin. Joannes Christophorus Wafft
- 1711 Joannes Georgius Philippi
- 1722 Joannes Augustus Kraus
- 1724 Antonín Petr Příchovský z Příchovic, n. 28. 8. 1707 Schweißing, † 14. 4. 1793
- 1765 Franciscus Joannes Zaach
- 1777 Jos. Nawratil
- 1796 Mathias Neumann, † 4. 1. 1806
- 1806 Franc. Janka, † 17. 5. 1806
- 1806 Franc. Wawrausch
- 1814 Franc. Schauer, n. 9. 11. 1776, Altomautens., o. 1. 11. 1800, † 2. 7. 1838
  - 1836–1864 Damián Šimůnek, kaplan, n. 19. 2. 1810 Haratice, † 9. 8. 1895 Dolní Bousov[3]
- 1839 František Vetešník (Franc. Wetessnik), n. 1. 11. 1784 Iserowteln. o. 23. 4. 1808, † 19. 1. 1850
- 1851 Joann. Palanek, n. 19. 9. 1793 Navaroviens. o. 24. 8. 1819, † 29. 10. 1882
- 1882 dec. vacat, admin. int. Joann. Folprecht
- 1883 Adalbert. Beitler, n.6. 8. 1831 Podol., o. 25. 7. 1856, † 19. 7. 1886
- 1886 dec. vacat, admin. int. Jos. Šimůnek
- 1887 Joann. Rutta, n. 7. 12. 1839 Bělens., o. 29. 7. 1863, † 21. 5. 1895
- 1895 dec. vacat, admin. int. Josef Koláček
- 1896 Josef Benda, n. 21. 12. 1843 Merklín, o. 15. 7. 1868, † 8. 1. 1903
- 1904 Josef Koláček, n. 23. 7. 1861 Městská Habrová, o. 16. 5. 1886, † 8. 9. 1919
  - 1903 František Soukal, kaplan; n. 20. 7. 1866 Dětěnice, o. 17. 7. 1892, † 12. 7. 1938
- 1920 dec. vacat, admin. interc. Joann. Sytař
- 1920 František Soukal, děkan; n. 20. 7. 1866 Dětěnice, o. 17. 7. 1892, † 12. 7. 1938
- 1. 4. 1939 František Koucký, děkan; n. 26. 3. 1881 Böhm. Aicha, o. 15. 7. 1906, † 16. 1. 1962
- 1. 5. 1951 František Klapuch
- 1. 9. 1954 Stanislav Šlapák
- 5. 11. 1954 Josef Jiran
- 1. 5. 1956 Mojmír Melan
- 1. 6. 1965 Vlastimil Punčochář, administrátor; n. 23. 11. 1920, † 29. 5. 2004
- 1. 12. 1980 Petr Němec SDB, administrátor
- 15. 7. 1990 Zdeněk Maryška, děkan, od 26. 6. 2005 osobní arciděkan, n. 12. 4. 1932 Praha, o. 26. 6. 1955, † 1. 7. 2023
- 1. 10. 2017 Pavel Michalec, děkan
- 1. 5. 2021 Tomasz Dziedzic, admin. exc. z Rovenska pod Troskami
- 1. 8. 2021 Václav Novák, administrátor; od 1. 8. 2023 děkan[4]

## Území farnosti
Do farnosti náleží území obce:
- Čálovice
- Kdanice
- Lavice
- Nepřívěc
- Osek
- Ošťovice
- Sobotka
- Spyšova
- Staňkova Lhota
- Stéblovice
- Střehom
- Trní
- Vesec u Sobotky

## Římskokatolické sakrální stavby a místa kultu na území farnosti
| | Fotografie | Stavba                         | Místo    | Bohoslužby                      | Zeměpisné souřadnice            | Status                     | Číslo kulturní památky                       |
| Kostely | Kostely    | Kostely                        | Kostely  | Kostely                         | Kostely                         | Kostely                    | Kostely                                      |
| --- | ---------- | ------------------------------ | -------- | ------------------------------- | ------------------------------- | -------------------------- | -------------------------------------------- |
| 1. |            | Kostel sv. Máří Magdaleny      | Sobotka  | bližší informace o bohoslužbách | 50°28′ s. š., 15°10′36″ v. d.   | farní kostel               | 36241/6-1384 (Pk•MIS•Sez•Obr•WD) (Q19305551) |
| 2. |            | Kostel Nalezení svatého Kříže  | Nepřívěc | bližší informace o bohoslužbách | 50°29′4″ s. š., 15°10′15″ v. d. | filiální kostel            | 27091/6-1278 (Pk•MIS•Sez•Obr•WD) (Q24755282) |
| 3. |            | Kostel Nanebevzetí Panny Marie | Osek     | bližší informace o bohoslužbách | 50°27′51″ s. š., 15°9′32″ v. d. | filiální kostel, hřbitovní | 34923/6-1299 (Pk•MIS•Sez•Obr•WD) (Q19376351) |
| Některé drobné sakrální stavby a pamětihodnosti lze dohledat zde v databázi Drobné sakrální památky Zaniklé sakrální stavby lze dohledat zde v databázi Poškozené a zničené kostely, kaple a synagogy v České republice |            |                                |          |                                 |                                 |                            |                                              |

Ve farnosti se mohou nacházet i další drobné sakrální stavby, místa římskokatolického kultu a pamětihodnosti, které neobsahuje tato tabulka.

## Farní obvod
Z důvodu efektivity duchovní správy byl vytvořen farní obvod (kolatura) sestávající z přidružených farností spravovaných excurrendo ze Sobotky. Jsou jimi farnosti (řazeno abecedně):
1. Římskokatolická farnost Dolní Bousov
2. Římskokatolická farnost Libošovice
3. Římskokatolická farnost Řitonice

## Galerie

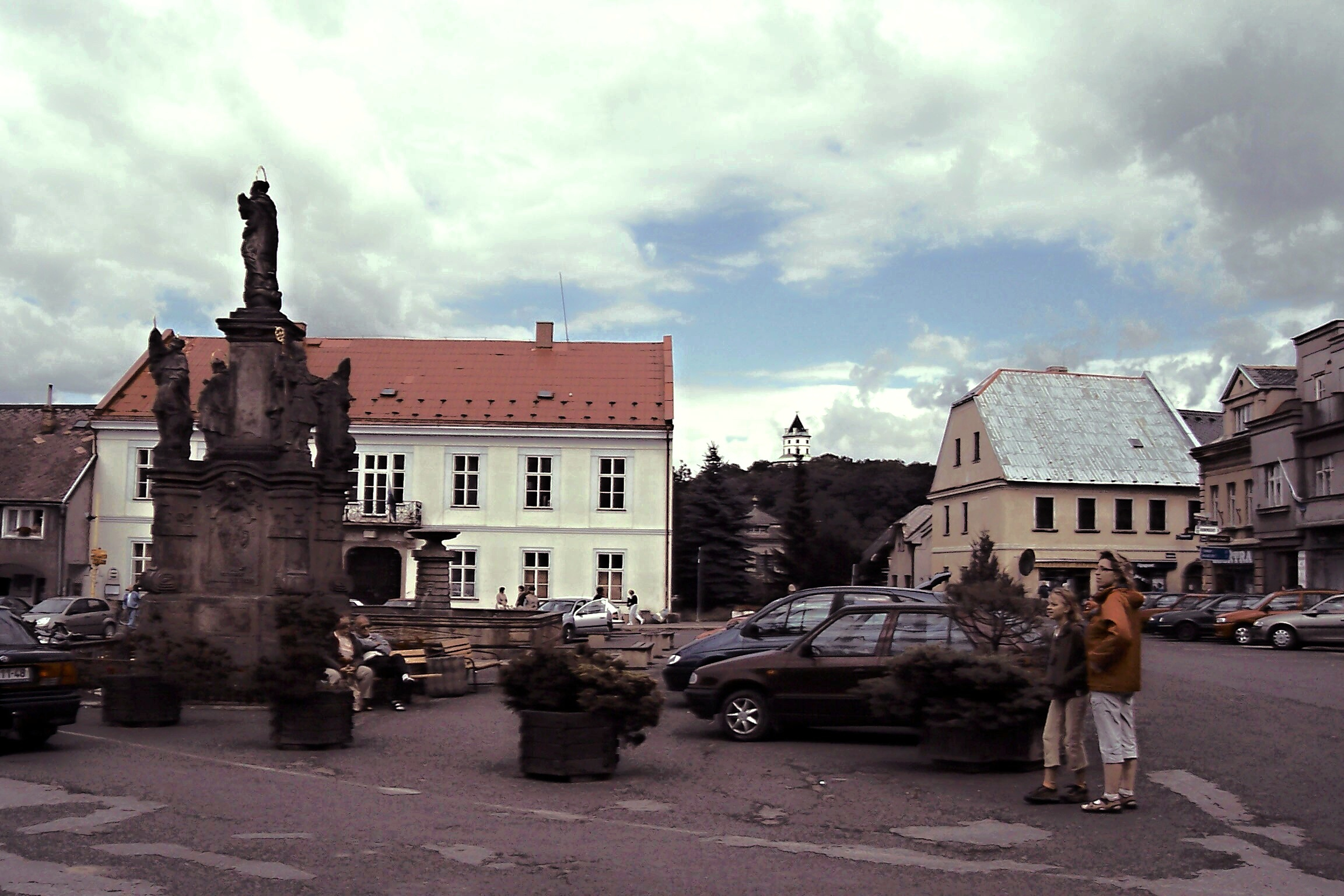
Mariánský sloup v Sobotce
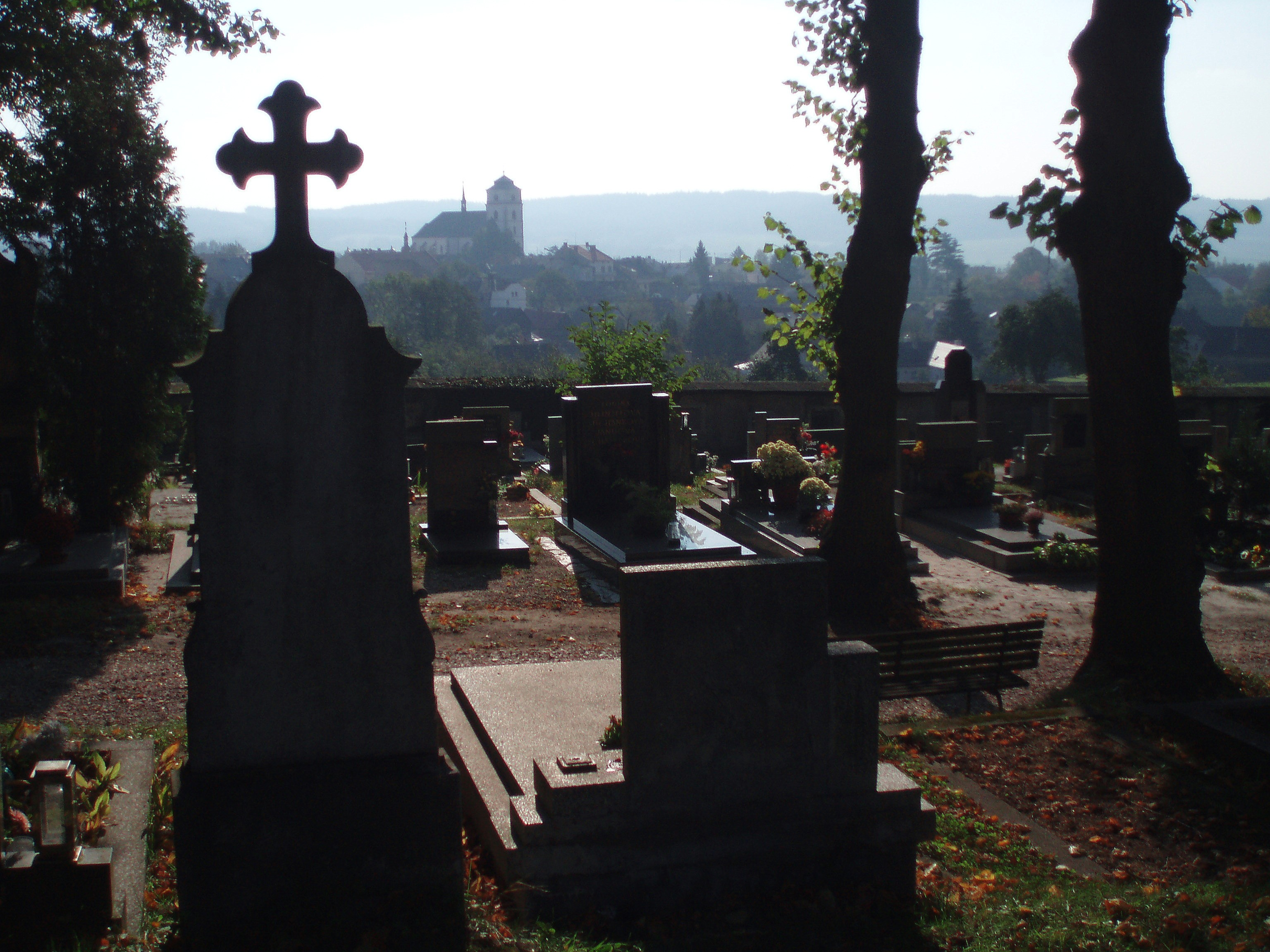
Hřbitov v Sobotce nedaleko Humprechtu
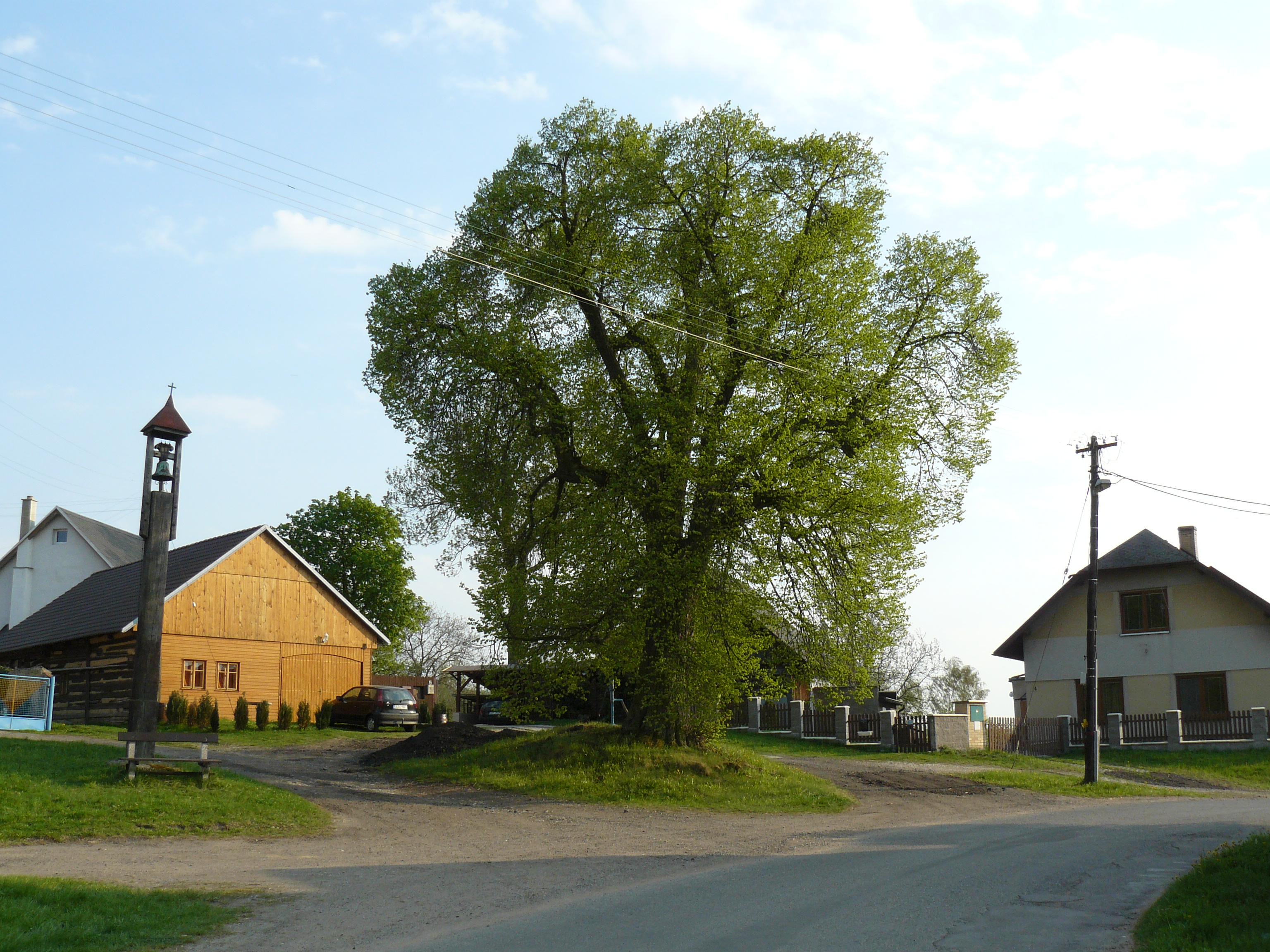
Zvonička v Kadnicích
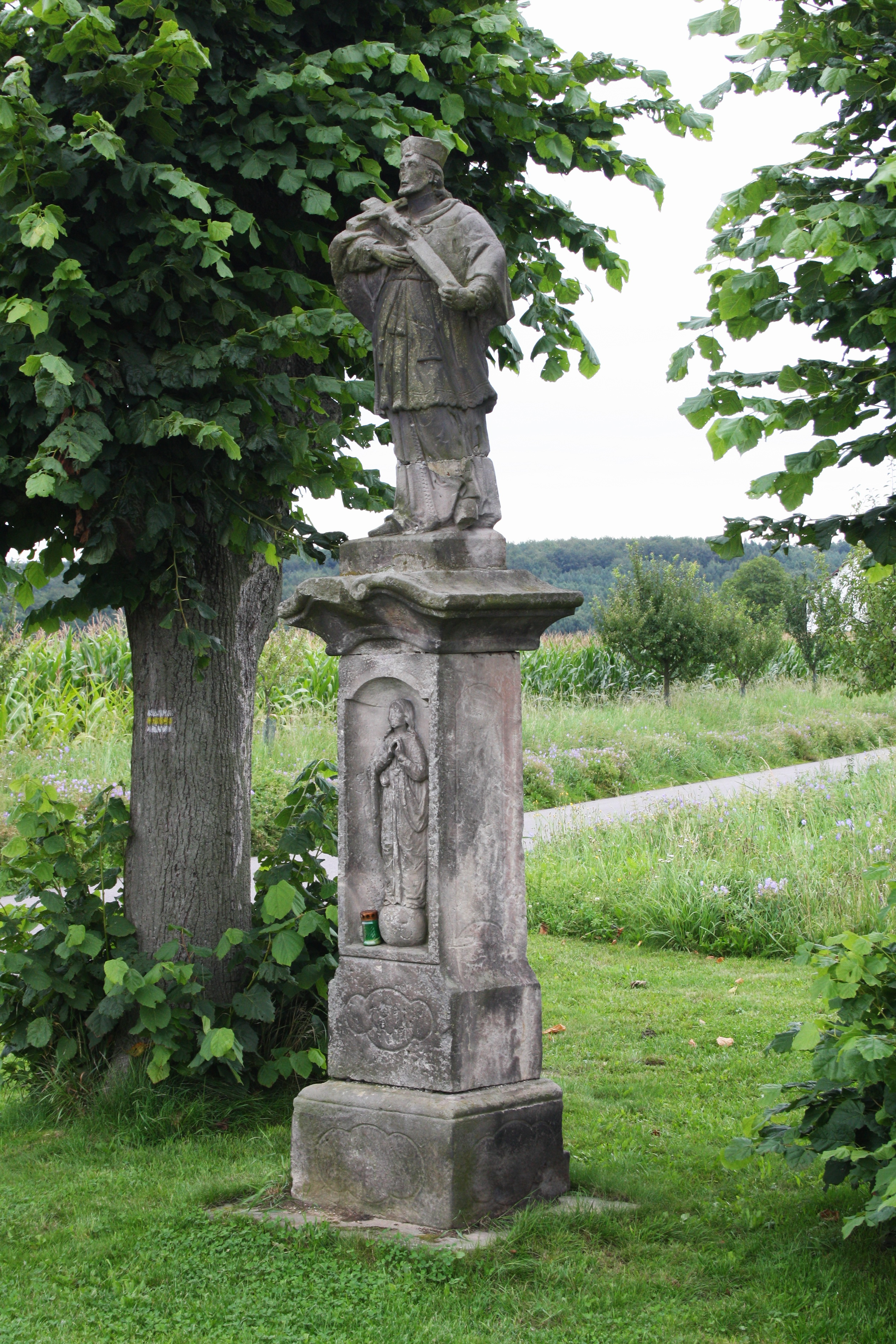
Socha sv. Jana Nepomuckého (Nepřívěc)
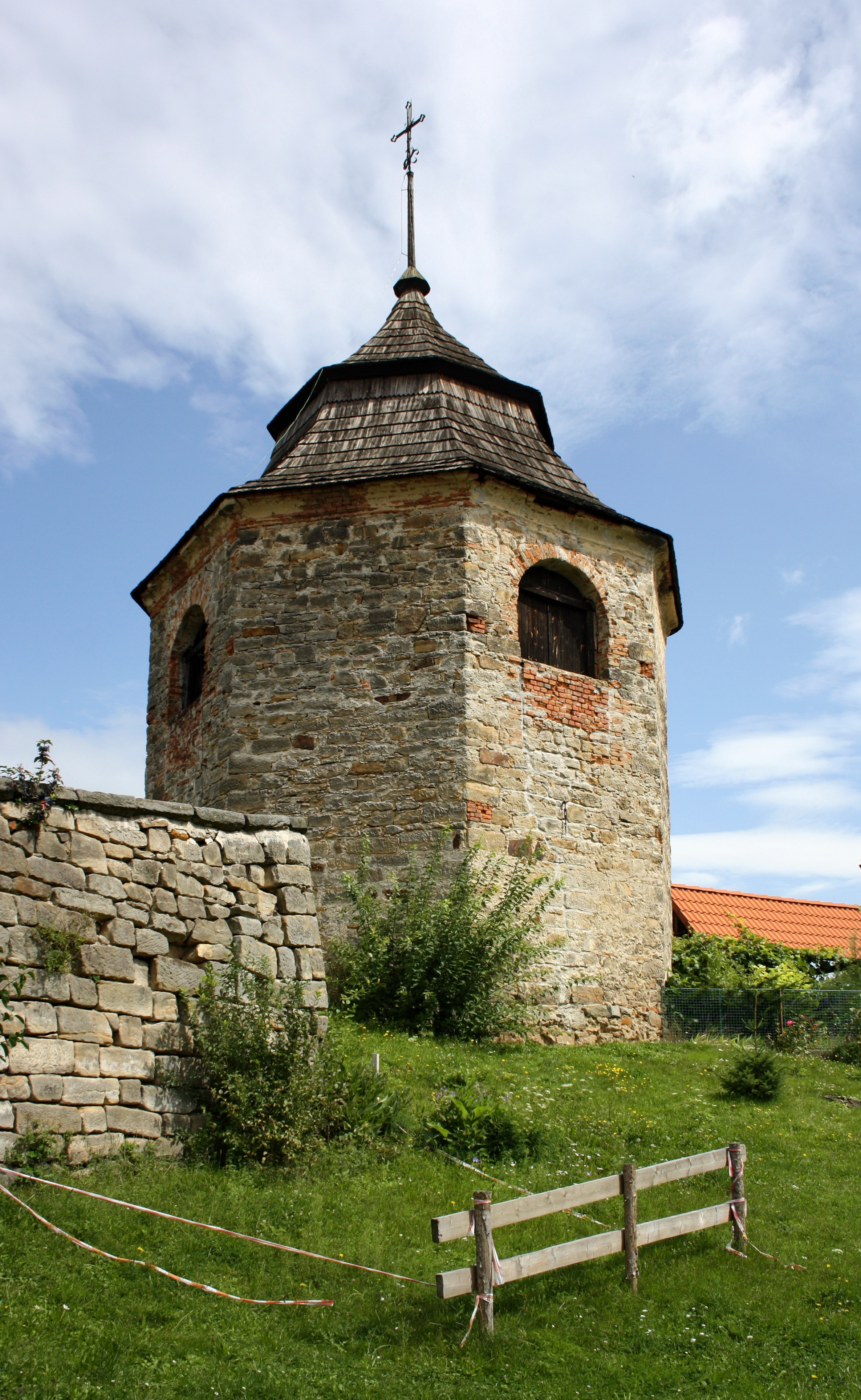
Zvonice v obci Nepřívěc
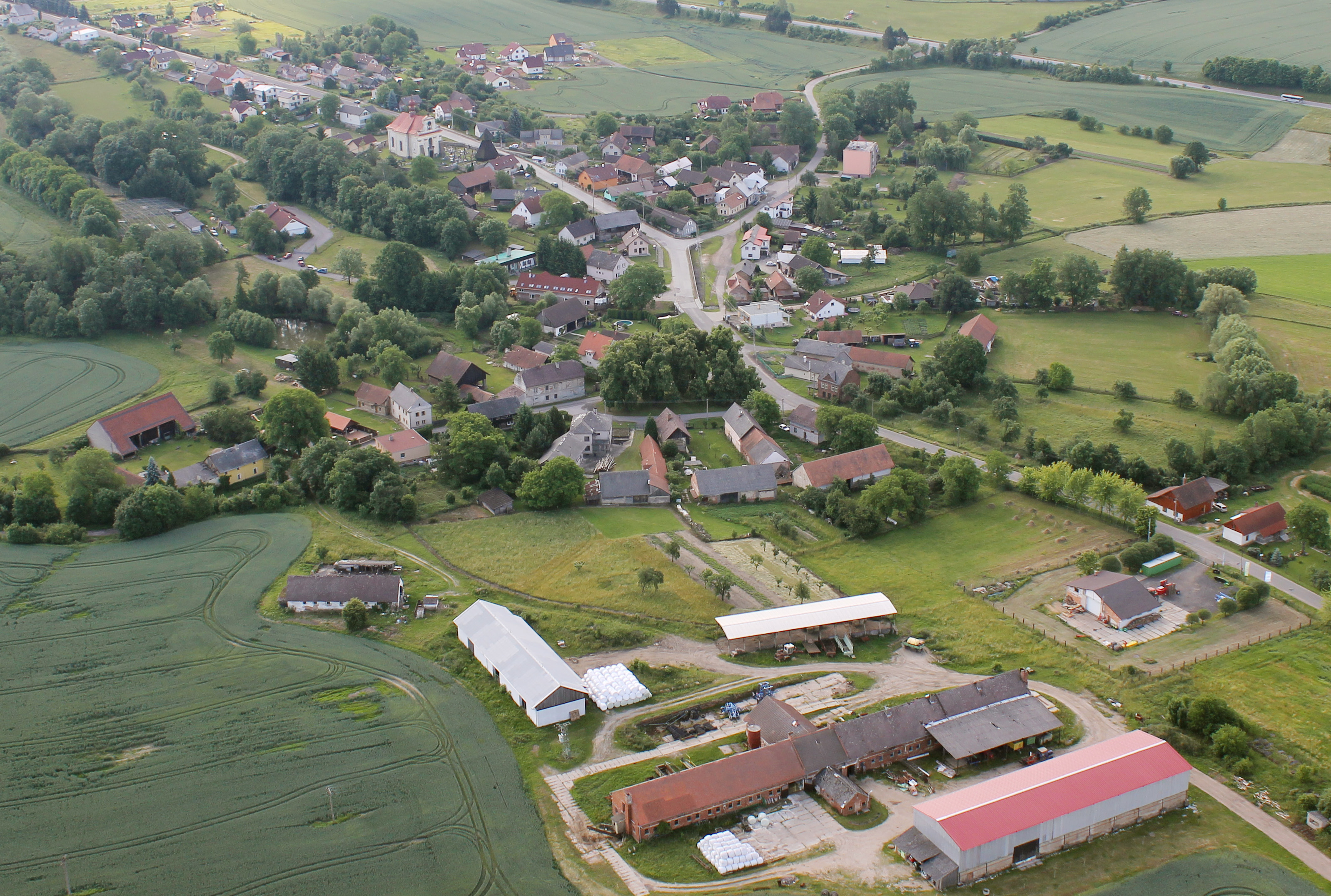
Letecký pohled na kostel a zvonici v obci Osek
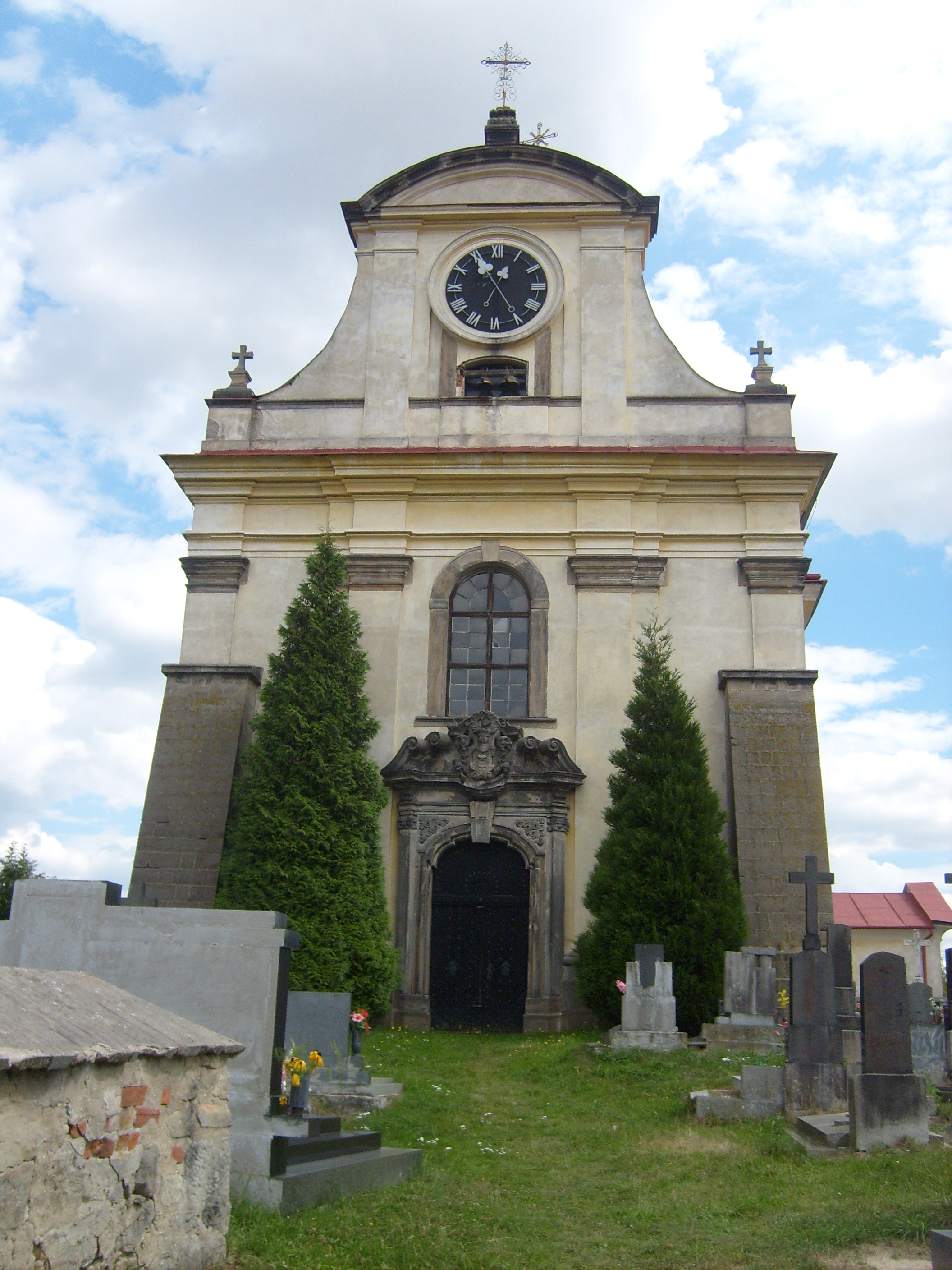
Hřbitovní kostel Nanebevzetí Panny Marie v Oseku
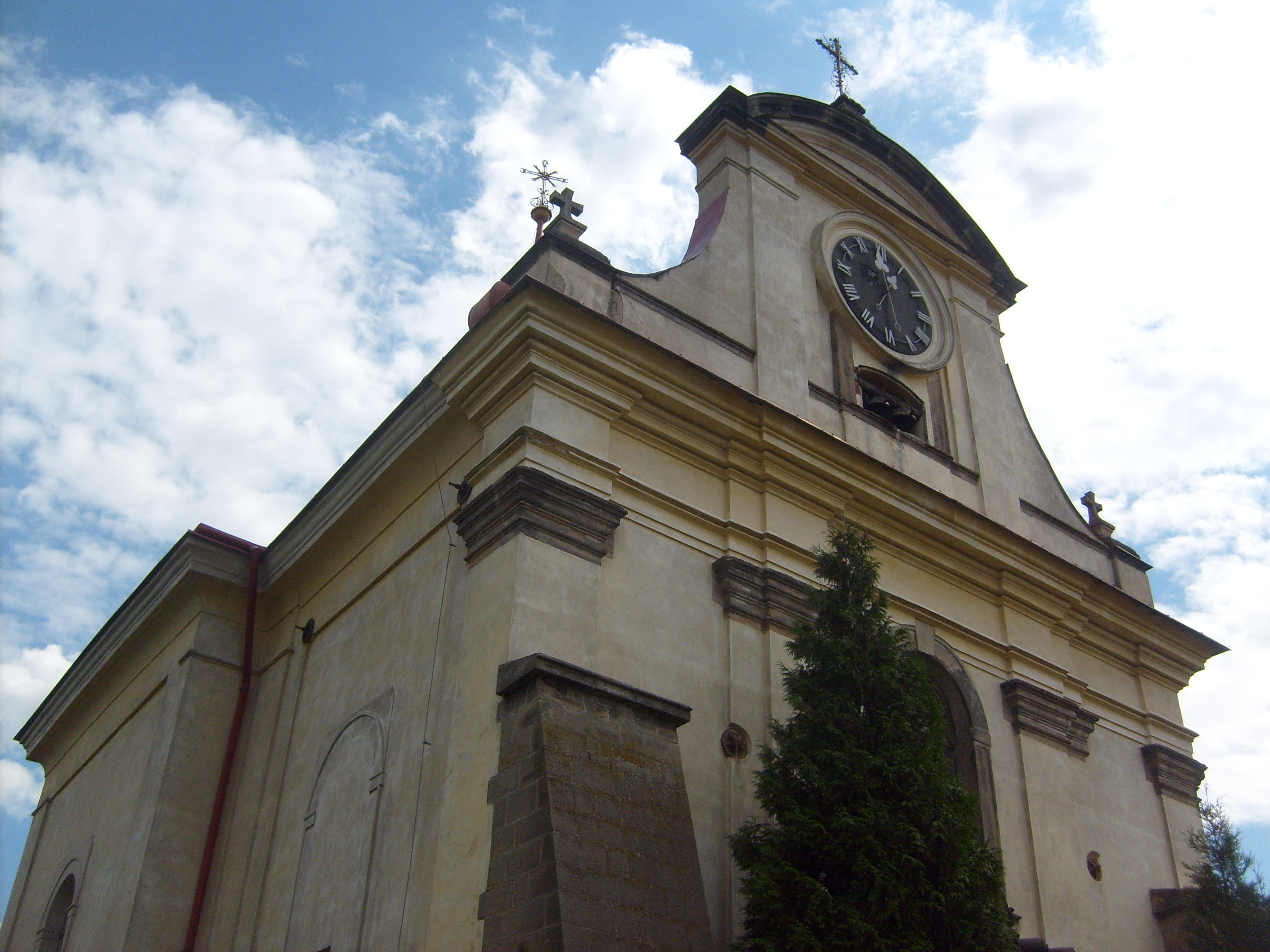
Detail kostela Nanebevzetí Panny Marie v Oseku
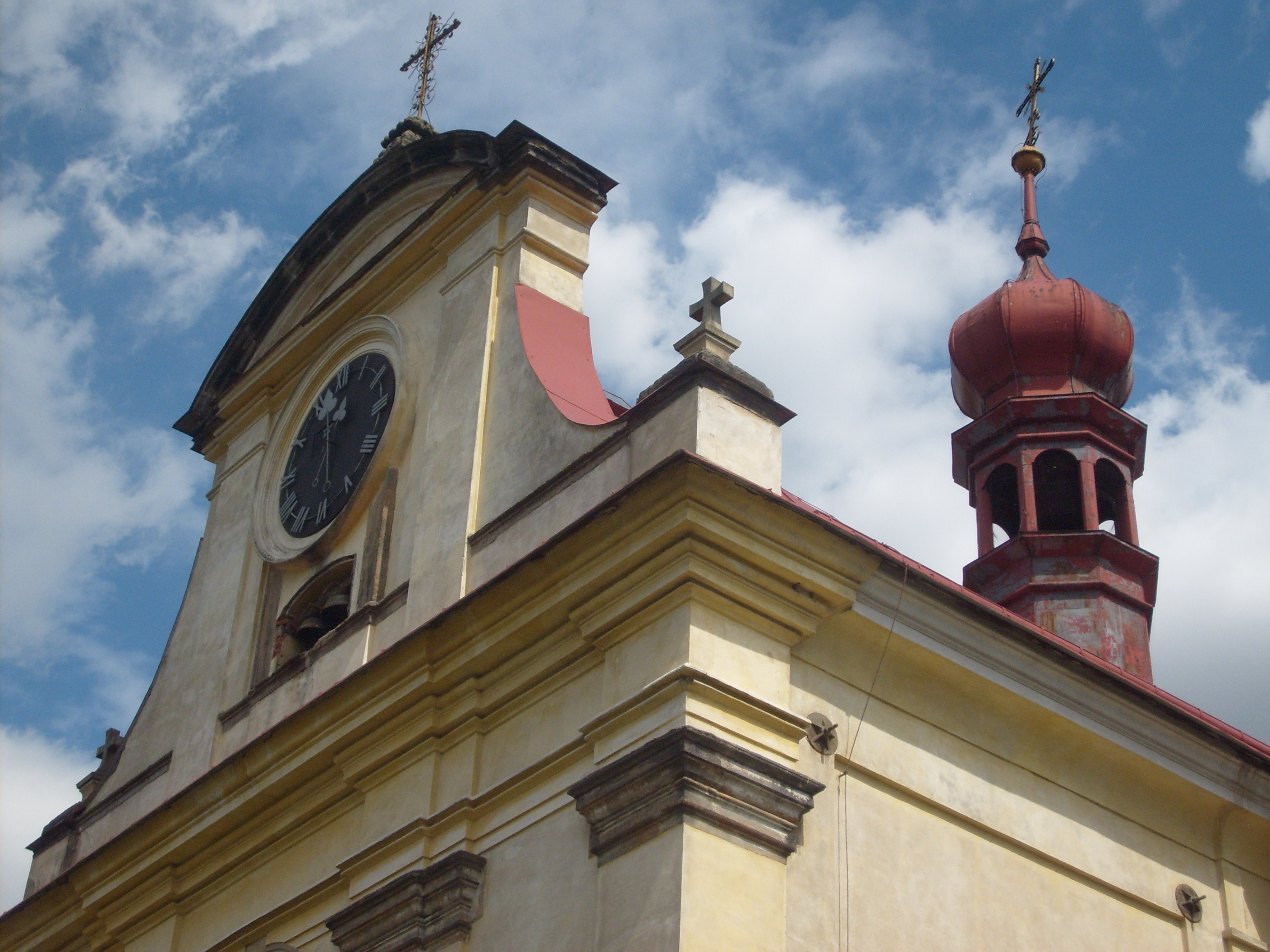
Průčelí a věžička kostela Nanebevzetí Panny Marie v Oseku
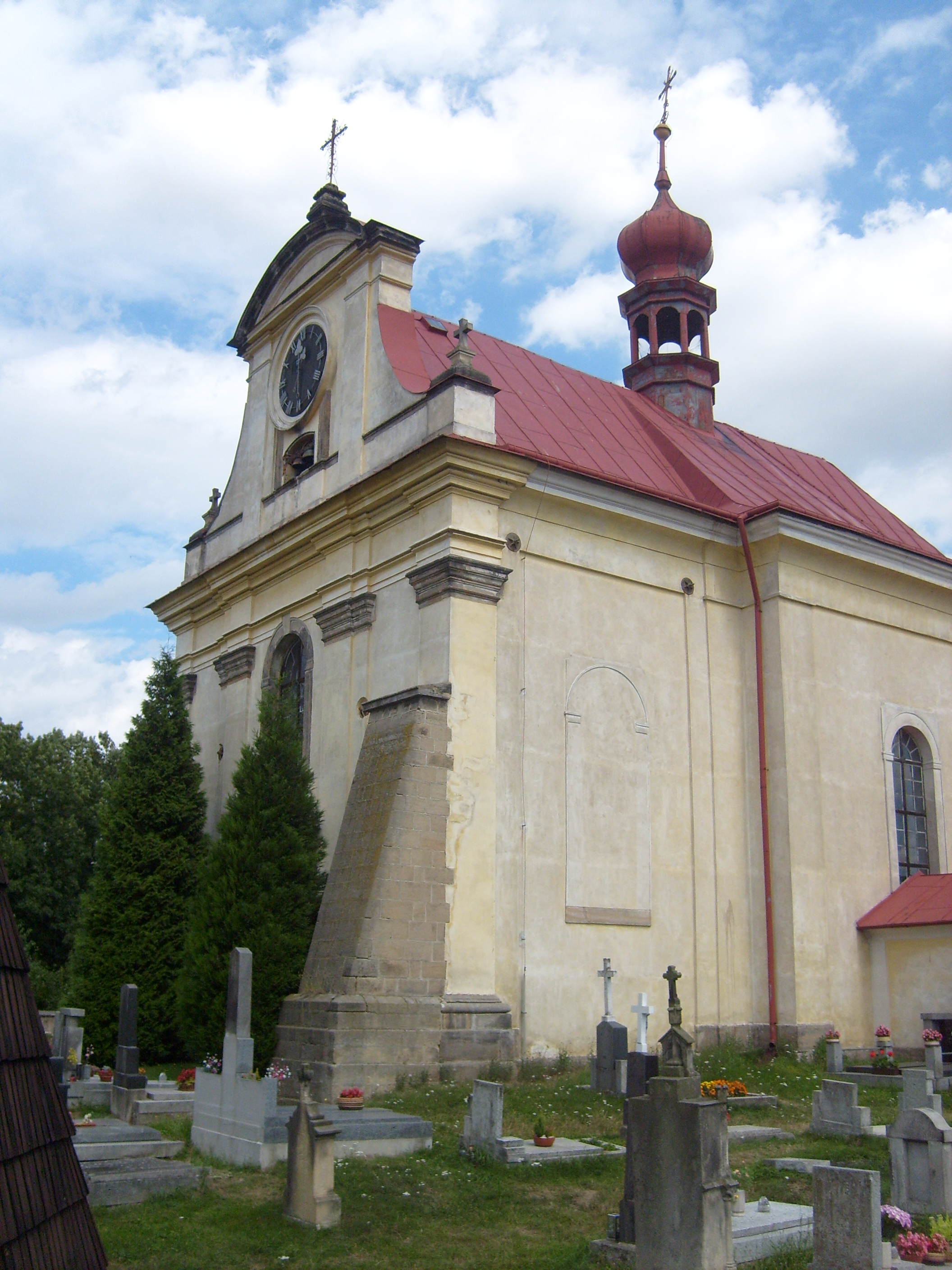
Boční pohled na kostel Nanebevzetí Panny Marie v Oseku
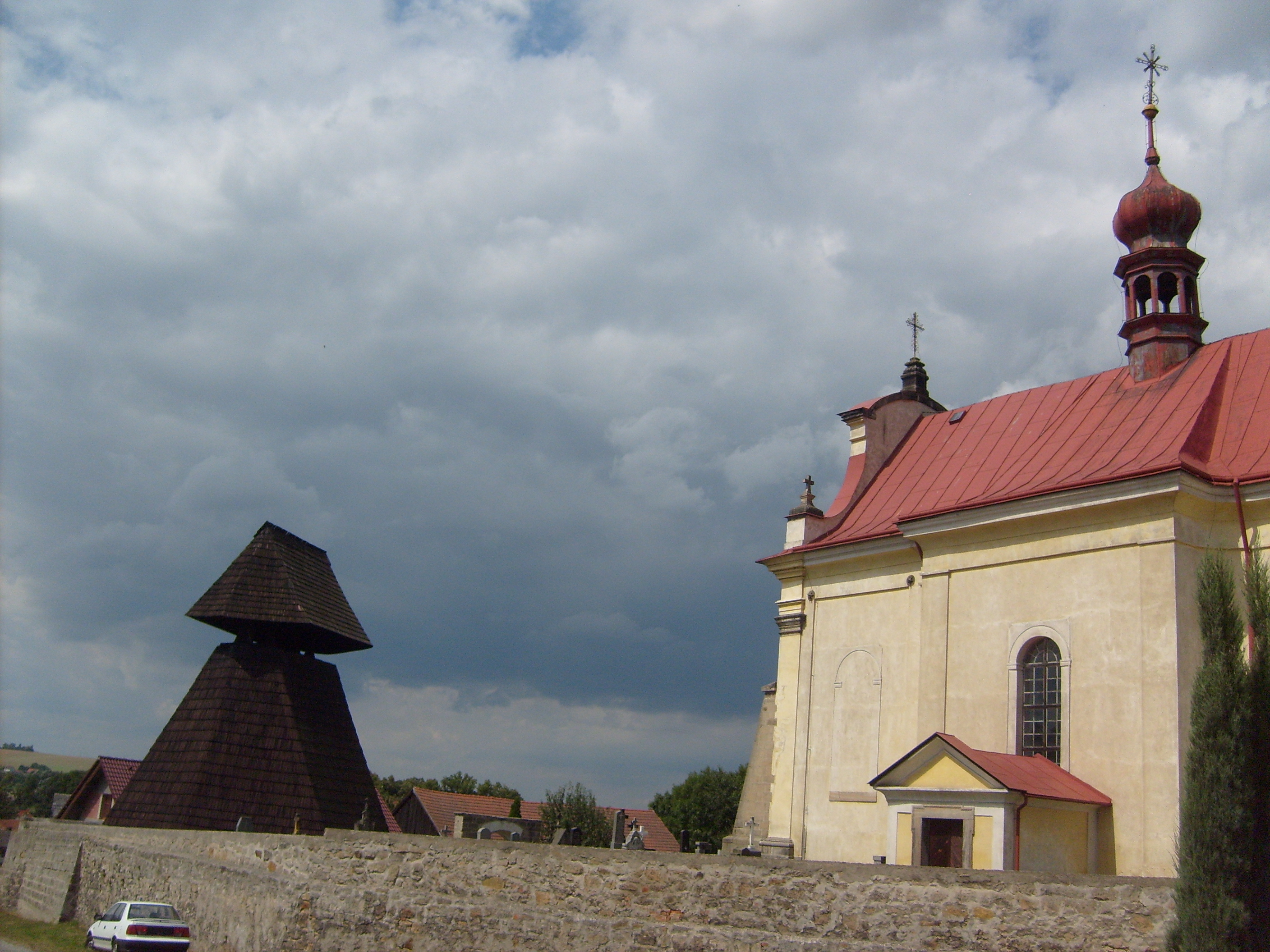
Kostel Nanebevzetí Panny Marie a zvonice v Oseku
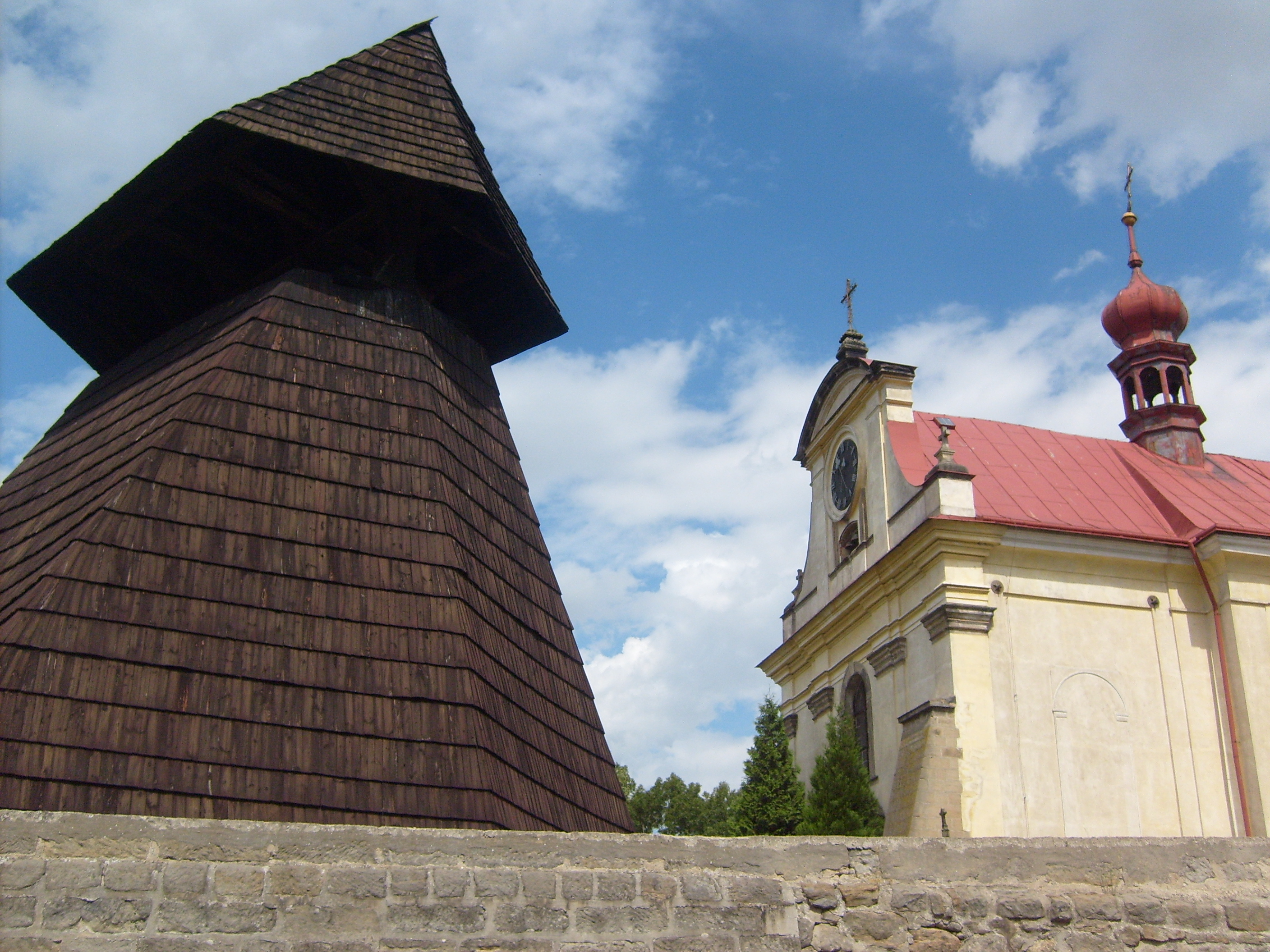
Zvonice a kostel Nanebevzetí Panny Marie v Oseku
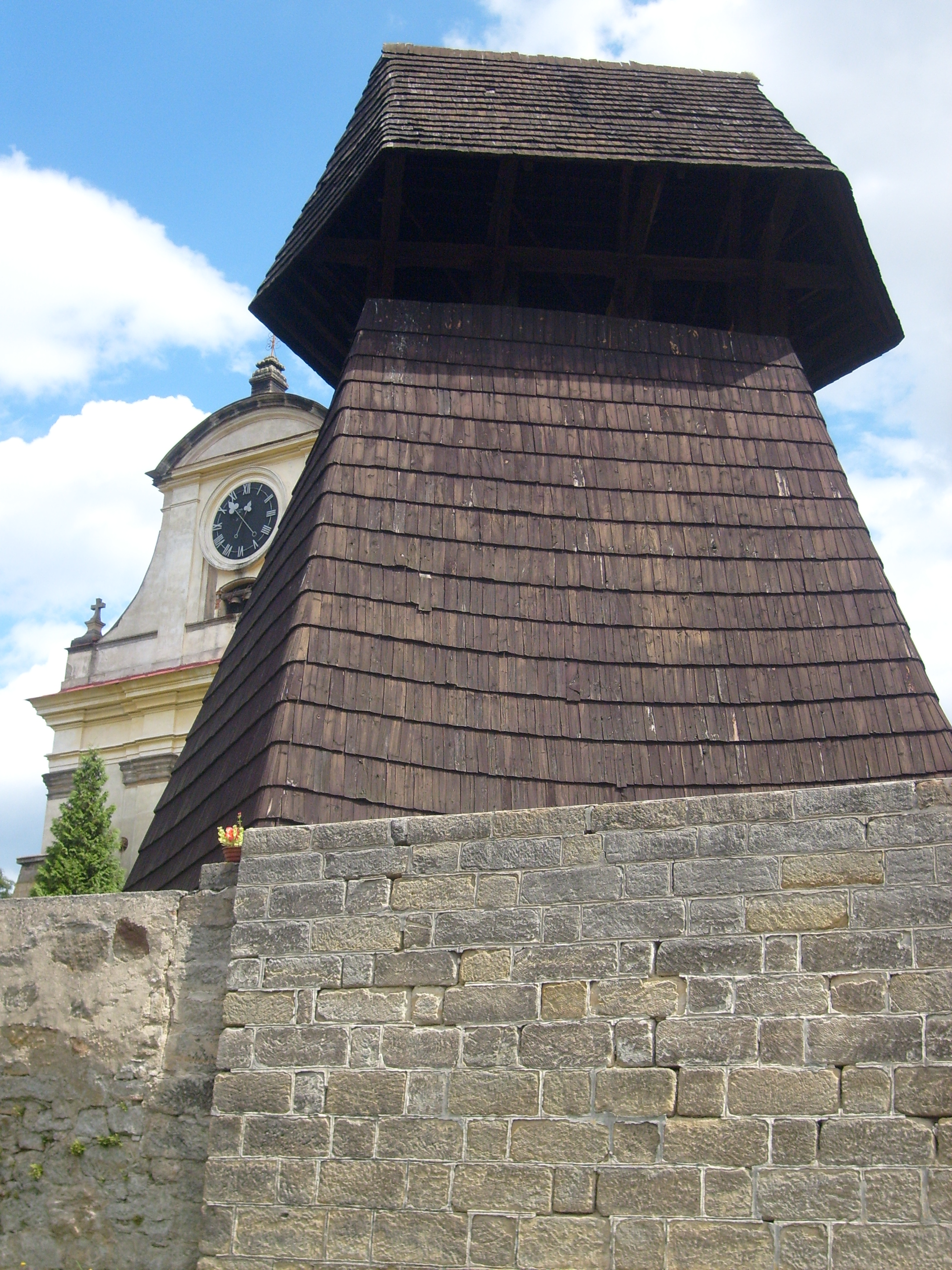
Detail zvonice v Oseku
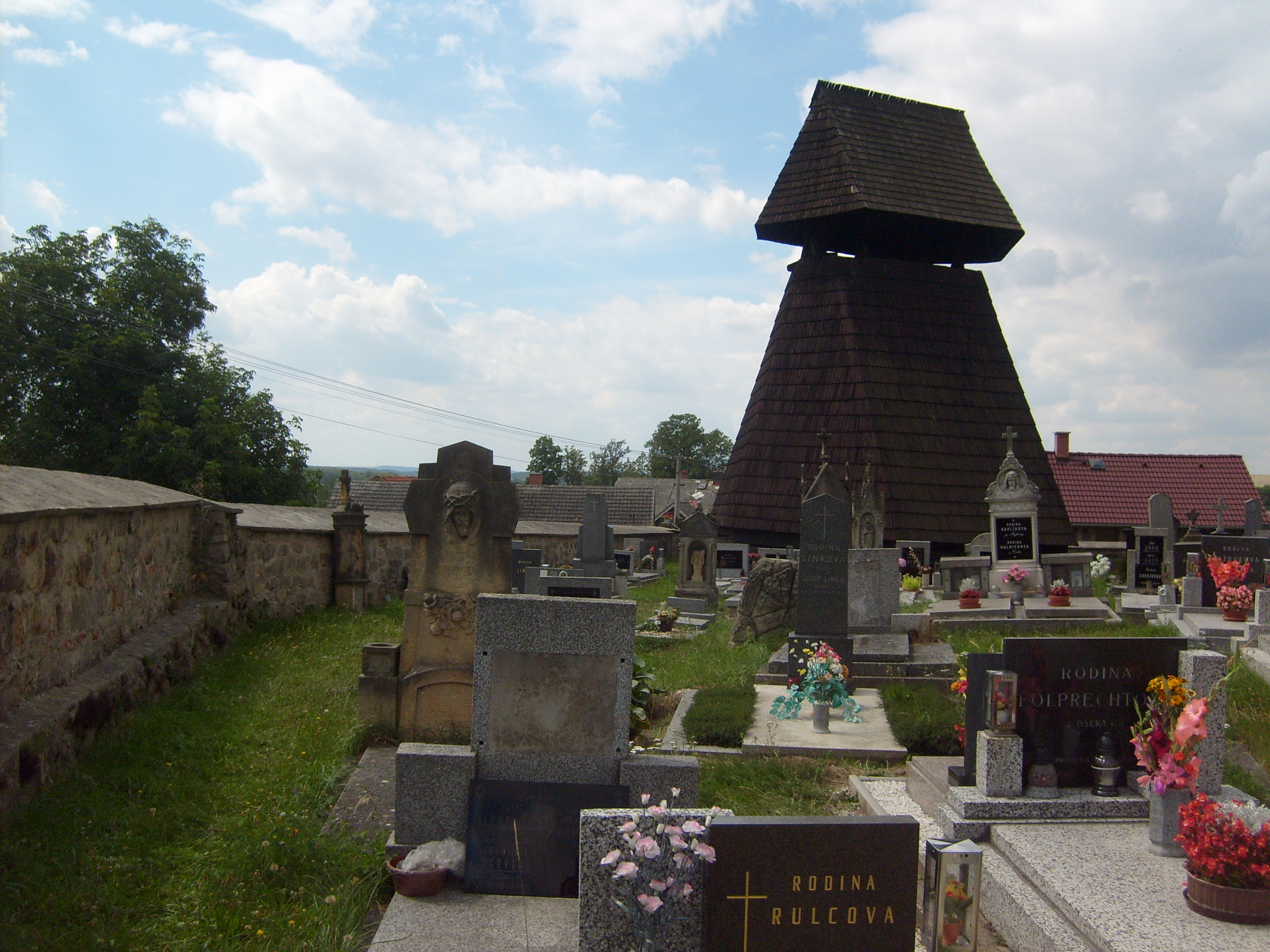
Hřbitov a zvonice v Oseku